# الملعب السوسي
الملعب السوسي نادي كرة قدم تونسي ينشط في القسم الرابع هواة عقب نزوله من الرابطة التونسية الثالثة لكرة القدم.

## تاريخه
أٌنشئ نادي الملعب السوسي سنة 1940، وقد تحصل على كأس الهادي شاكر سنة 1962 (بعد 22 عام من تأسيسه) ووصل في نفس السنة إلى نهائي كأس تونس وخسره امام الملعب التونسي بركلات الترجيح (1-0) بعد انتهاء الوقت الاصلي والإضافي بالتعادل الإجابي هدف لمثله.

## التتويجات
- كأس الهادي شاكر:
  - اللقب سنة 1962
- كأس تونس:
  - وصيف البطل سنة 1962